# Ги де Монфор (граф Нола)
Ги (Гвидо) де Монфор (фр. Guy de Montfort, итал. Guido di Montfort; около 1244 — 1291/1292) — английский аристократ и военачальник, граф ди Нола и генеральный викарий Тосканы, младший из сыновей Симона де Монфора, 6-го графа Лестера, и английской принцессы Элеоноры Плантагенет, участник Второй баронской войны 1264—1265 годов. Он участвовал в битвах при Льюисе (1264 год) и Ившеме (1265 года). В последней был ранен и попал в плен, но в апреле или мае 1266 года смог бежать из заключения во Францию.
В 1268 году Ги оказался на службе у французского принца Карла I Анжуйского и принимал участие в завоевании им Сицилийского королевства, получив в качестве награды владения в его материковой части. В 1270 году он женился на наследнице богатого итальянского графа. В 1271 году Ги вместе со старшим братом Симоном из мести убил своего двоюродного брата Генри Алеманского, из-за чего был лишён владений и должностей и стал изгнанником, а в 1273 году ещё и отлучён от церкви. В том же году он сдался папе и оказался в заключении, хотя в следующем году и обрёл свободу. В 1283 году папа Мартин IV даровал Ги прощение и даже взял к себе на службу. В следующем году Монфор вернулся на службу к Карлу I Анжуйскому и участвовал в попытках вернуть Сицилию, которая после восстания оказалась под контролем Педро III Арагонского. Во время одной из них в 1287 году он попал в плен, во время которого и умер.
Данте Алигьери в своей «Божественной комедии» поместил Ги на седьмой круг Ада среди убийц.

## Происхождение
Ги происходил из французского рода Монфор-л’Амори. Его предки владели французской сеньорией с центром в Монфор-л’Амори в Иль-де-Франсе, а также нормандским графством Эврё. По своим владениям они были вассалами как французских, так и английских королей. Один из представителей рода, Симон (IV) де Монфор, женился на наследнице Роберта де Бомона, 3-го графа Лестер, благодаря чему его сын, Симон IV де Монфор, после смерти в 1204 году деда, оказался одним из двух наследников обширных владений Бомонов в Англии.
Симон IV де Монфор в 1208 году возглавил Альбигойский крестовый поход, стремясь завоевать себе владения в Южной Франции. Он погиб в 1218 году, оставив несколько сыновей. Судя по источникам, Симон из-за англо-французской войны так и не успел вступить во владение английским наследством. Однако его права на владения Бомонов остались в силе, перейдя к его старшему сыну Амори VI, а тот не позже 1230 года передал их младшему брату Симону (V) де Монфору, который в итоге в 1230 году отправился в Англию, предъявив права на владения и титул графа Лестера. В итоге в 1231 году он получил половину владений Бомонов и постепенно стал важной фигурой при английском дворе. В 1238 году Симон тайно женился на английской принцессе Элеоноре, дочери короля Иоанна Безземельного, сестре короля Генриха III. Для неё это был второй брак: первый муж, Уильям Маршал, 2-й граф Пембрук, умер в 1231 году, не оставив наследников. Этот брак вызвал большой скандал, поскольку Элеонора после смерти первого мужа дала обет безбрачия. Но Симон де Монфор съездил в Рим и добился у папы разрешения на брак. А в 1239 году ему был официально присвоен титул графа Лестера.
Ги был одним из младших сыновей, родившихся в этом браке. У него было четверо братьев, Генри, Симон Младший, Амори и Ричард, а также сестра Элеонора.

## Биография
Ги родился около 1244 года. Впервые в источниках он появляется во время Второй баронской войны. Во время битвы при Льюисе 14 мая 1464 года он командовал одним из отрядов армии отца. После победы в этой битве Симон де Монфор стал фактическим правителем Англии. Он передал Ги опеку над поместьями в Девоне и Корнуолле принадлежавшими брату короля, Ричарду Корнуольскому.
Во время состоявшейся 4 августа 1265 года битвы при Ившеме, в которой погибли его отец и старший брат Генри, Ги был ранен и попал в плен. Его поместили в заключение сначала в Виндзоре, а затем в Дуврский замок, откуда ему в апреле или мае 1266 года удалось бежать во Францию.
Около 1268 года Ги отправился в Италию, где поступил на службу к французскому принцу Карлу I Анжуйскому. Его дальнейшая карьера связана с завоеванием своим новым покровителем Сицилийского королевства. Как считает историк Джон Мэддикотт, к службе у Карла Ги сподвигли два фактора: прежняя дружба его отца с французским принцем и тот факт, что на службе у того уже был двоюродный брат отца Филипп I де Монфор, который занимал должность викария на Сицилии. В августе 1268 года Ги в составе армии Карла Анжуйского участвовал в битве при Тальякоццо против Конрадина, внука императора Фридриха II Гогенштауфена. После победы в ней французскому принцу было обеспечено завоевание сицилийского престола. В дальнейшем Ги помогал Карлу укреплять контроль над завоёванным королевством. В качестве награды он получил владения на материковой части королевства, а в марте 1270 года был назначен генеральным викарием Тосканы.
В августе 1270 года Ги женился на Маргарите Альдобрандески, дочери и наследнице графа Ильдебрандино Альдобрандески из Питильяно — самого могущественного феодала в Южной Тоскане. В этом браке родились две дочери, Томазина и Анастасия. Только благодаря им сохранилось потомство английских Монфоров.
Наибольшую известность Ги де Монфору принесло преступление, которое он совершил в марте 1271 года. Во время Великого поста 12 марта он вместе со старшим братом Симоном, присоединившимся к нему в Италии, прибыл в город Витербо. В это же время туда прибыл их двоюродный брат — Генри Алеманский, сын Ричарда Корнуольского, отправленный в Крестовый поход королём Эдуардом I. Целью его миссии было договориться о примирении с оставшимися в живых сыновьями Симона де Монфора, графа Лестера. 13 марта Генри присутствовал на мессе в церкви Сан-Сильвестро, где на него напал и зарезал ножом Ги де Монфор. По словам очевидцев, принц взывал о пощаде, но Монфор ответил ему: «Вы не пожалели моего отца и брата». Сообщается также, что один из нападавших во время убийства кричал: «Помни об Ившеме». После Ги и его сообщники, возможно, изувечили тело убитого так же, как и тело его отца было кастрировано и изувечено на поле Ившема.
Причиной убийства, вероятно, стала месть за то, что Генри покинул в 1263 году армию Симона де Монфора во время баронской войны. Однако само убийство, по мнению историков, скорее всего, было непреднамеренным и вызванным спонтанным взрывом гнева из-за гибели отца и последующих несчастий, постигших семью Ги, а также, возможно, из-за того, что Монфоры лишились наследства в Гаскони и Бигорре благодаря браку Генри Алеманского. Наиболее шокирующим в этом убийстве для современников был тот факт, что принц был послан к братьям Монфорам в качестве миротворца. Это преступление побудило Данте в «Божественной комедии» поместить Ги де Монфора в число убийц в седьмом круге Ада.
После совершённого убийства Ги был вынужден бежать. Карл Анжуйский лишил его должностей и владений. Но преследованию Монфора мешала поддержка, оказываемая ему родственниками в Италии, а также тот факт, что во время совершённого преступления папский престол был вакантен. Тесть предоставил Ги убежище в своих владениях недалеко от Сиены. В течение 2 лет ему удавалось избегать наказания, пока Эдуард I в марте 1273 года не побудил папу Григория X привлечь Монфора к ответственности за преступление. Ги отказался подчиниться папе и 1 апреля был отлучён от церкви. В июле того же года, когда Григорий X проезжал через Флоренцию, Монфор появился перед ним босой, в рубашке, с верёвкой на шее и 2 мили следовал за ним, умоляя о пощаде. В итоге папа передал его Карлу Анжуйскому, поместившего Ги в заключение в замок Лекко на озере Комо.
В мае 1274 года Ги удалось получить свободу. По одной версии, он сбежал, по другой — был освобождён за тысячу унций золота, предоставленного его итальянскими родственниками и городами гвельфов в Италии.
В 1279 году Карл Салернский, наследник сицилийской короны, безуспешно проводил переговоры о реабилитации Монфора с Эдуардом I. В январе 1280 года считалось, что Ги находился в Норвегии; в этом году норвежские аристократы извинились перед английским королём, что не смогли задержать его врага, пообещав выследить и поймать его. В том же году сообщается, что Монфор вновь попал в плен, но то ли ему удалось вскоре сбежать, то ли задержали не того человека, но в 1281 году он вновь оказался на службе у Карла Анжуйского.
После того как в 1281 году на папский престол взошёл Мартин IV, положение Ги улучшилось. В 1283 году папа не только помиловал Монфора и позволил вернуть ему поместья жены в Романье, но и 11 мая назначил генерал-капитаном папских войск.
В 1284 году, после смерти тестя, Ги вновь вернулся в Тоскану, чтобы получить наследство жены. Вскоре он вновь поступил на службу к Карлу I Анжуйскому. Власть короля в Сицилийском королевстве в этот период оказалась подорвана, после того как в 1282 году в результате восстания, известного как «Сицилийская вечерня», Сицилия оказалась под контролем короля Арагона Педро III. Карл I умер в 1285 году, однако попытки анжуйцев вернуть остров продолжались. Во время одной из них Ги 23 июня 1287 года, пытаясь оказать помощь французскому гарнизону в Катании, был захвачен в море арагонским адмиралом Руджеро Лауриа.
Пленника отправили на Сицилию и поместили в заключение. Хотя его родственник Жан де Монфор пытался выкупить Ги, эта попытка была неудачна, возможно, из-за вмешательства короля Эдуарда I. В итоге Монфор так и умер в плену в 1291 или 1292 году. Сицилийская хроника утверждает, что он покончил собой.
Как отмечает Джон Мэддикотт, Ги был амбициозным и склонным к насилию стяжателем обширных земель, но при этом талантливым военачальником и администратором, способным завоевать дружбу великих людей. По мнению историка, Монфор в какой-то степени повторил путь своего отца, хотя и потерпел неудачу на другом этапе своей карьеры.
Обе дочери Ги вышли замуж в Италии, где их потомки и жили.

## Брак и дети
Жена: с 10 августа 1270 года (Витербо) Маргарита Альдобранески (умерла около 1313), дама ди Грозетто, дочь Альдебрандино, графа ди Соано. Дети:
- Анастасия де Монфор[англ.] (около 1271/1273 — 1306), графиня ди Нола с 1291/1292 года; муж: с 8 января 1293 Романо Орсини (ум.1326), сенатор Рима[4].
- Томазина де Монфор; муж: Пьетро Вико, префект Рима[4].